# Île Vanier

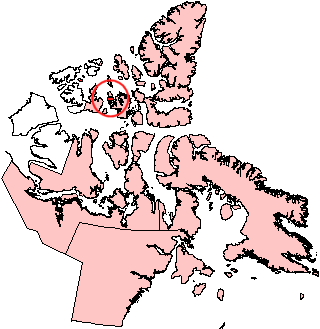
Île Vanier, Nunavut.

Pour les articles homonymes, voir Vanier.
L'Île Vanier (en anglais île Vanier) est une petite île de l'archipel arctique canadien dans le territoire du Nunavut, Canada (76° 10′ N, 103° 15′ O), portant le nom du gouverneur général Georges Vanier. 

## Description
De forme grossièrement ovale, l'île a une superficie de 1 126 km2. Elle mesure 53 km d'est en ouest pour une largeur maximale de 28 km. Elle est constituée d'une série de petites collines s'élevant dans les 200 mètres au-dessus du niveau de la mer. 
Elle est la troisième plus grande île du groupe de l'île Bathurst après celle-ci et l'île Cameron. C'est l'une des îles constituant le bord occidental du bras de mer d'Erskine qui s'enfonce dans l'île Bathurst. Vanier se trouve juste au sud de la légèrement plus grande île Cameron dont elle n'est séparée que par le chenal Arnott (Arnott Strait) d'une largeur maximale de 3,75 km et juste au nord de la plus petite île Massey dont elle est séparée par le chenal Pearse (Pearse Strait) de 2 km de large. Ce n'est d'ailleurs qu'en 1947 par un survol aérien qu'il a été déterminé de manière définitive le caractère ilien de ces îles qui était alors quelquefois considérées comme formant une péninsule occidentale de l'île Bathurst.

## Source
- « oceandots.com avec photo satellite » (version du 23 décembre 2010 sur Internet Archive)